# Antocha (Antocha) capitella
Antocha (Antocha) capitella is een tweevleugelige uit de familie steltmuggen (Limoniidae). De soort komt voor in het Nearctisch gebied.